# Summerland, Kalifornien
Summerland är en ort i Santa Barbara County, Kalifornien, USA.